# Haardtrand – Steinbühl
Das Naturschutzgebiet Haardtrand – Steinbühl liegt im Landkreis Südliche Weinstraße in Rheinland-Pfalz. Das etwa 37,9 ha große Gebiet, das im Jahr 1989 unter Naturschutz gestellt wurde, erstreckt sich nördlich der Kernstadt Bad Bergzabern. Südlich verläuft die B 427 und östlich die B 48.

## Tourismus
Mitten durch das Naturschutzgebiet verläuft der Prädikatswanderweg Pfälzer Weinsteig.